# Světový den podpory obětem mučení
Světový den podpory obětem mučení spadá každoročně na 26. června. Je mezinárodním dnem uznaným roku 1997 Organizací spojených národů rezolucí 52/149, vycházející z Úmluvy proti mučení a jinému krutému, nelidskému či ponižujícímu zacházení nebo trestání. Vzhledem k mezinárodní nepřípustnosti, je systematické a dlouhodobé mučení považováno za zločin proti lidskosti.
Cílem Světového dne podpory obětem mučení je vyjádřit globální nesouhlas s mučením jako formou trestu či způsobu výslechu. Cílem je též vyjádřit podporu lidem, jimž se tento zásah do fyzična i duševna stal a přijmout jako společnost odpovědnost pomoci přeživším.

## Historie
Prohlášení 26. června za Světový den podpory obětem mučení předcházela řada významných událostí v této oblasti. Roku 1948 bylo Valným shromážděním OSN mučení a jiné kruté, nelidské nebo ponižující zacházení odsouzeno ve Všeobecné deklaraci lidských práv. V roce 1975 v odpovědi na intenzivní činnost nevládních organizací (NNO) přijalo Valné shromáždění OSN Deklaraci o ochraně všech osob před mučením a jiným krutým, nelidským či ponižujícím zacházením nebo trestáním. Na jeho základě byla roku 1984 přijata Úmluva proti mučení a jinému krutému, nelidskému či ponižujícímu zacházení nebo trestání, která právě 26. června 1987 vstoupila v platnost. Československá socialistická republika úmluvu podepsala dne 8. září 1986 a při svém vzniku ji přijala i Česká republika.
V roce 2002 byl přijat Opční protokol k Úmluvě proti mučení, umožňující mezinárodní systém inspekcí v místech, kde jsou nebo mohou být umístěny osoby zbavené svobody. Protokol rovněž zavazuje státy ke zřízení nezávislých národních preventivních mechanismů, které by zkoumaly zacházení s osobami ve vazbě, vydávaly doporučení vládním orgánům k posílení ochrany proti mučení a vyjadřovaly se ke stávajícím nebo navrhovaným právním předpisům k tomuto tématu.
Roku 2009 byl Světový den podpory obětem mučení přijat za státní svátek v Bosně a Hercegovině, jakožto jediném státu světa.

## Světové organizace, orgány a hnutí

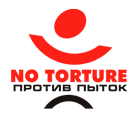
Výbor na obranu proti mučení

(Nižegorodský) Výbor na obranu proti mučení založený roku 2000 byl ruská nestátní nezisková organizace hájící práva obětí mučení. Do 11. května roku 2022, kdy byl zlikvidován, bylo díky němu odsouzeno 159 příslušníků orgánů činných v trestním řízení právě za „skutečnosti mučení".
Výbor OSN proti mučení (CAT) je kontrolní mechanismus deseti nezávislých odborníků, který sleduje plnění Úmluvy proti mučení a jinému krutému, nelidskému či ponižujícímu zacházení nebo trestání jejími smluvními státy. Všechny smluvní státy jsou povinny předkládat Výboru pravidelné zprávy o tom, jak jsou tato práva naplňována, a to rok po podepsání Úmluvy, následně každé čtyři roky.Česká republika k roku 2022 poskytla výboru svou sedmou periodickou zprávu.

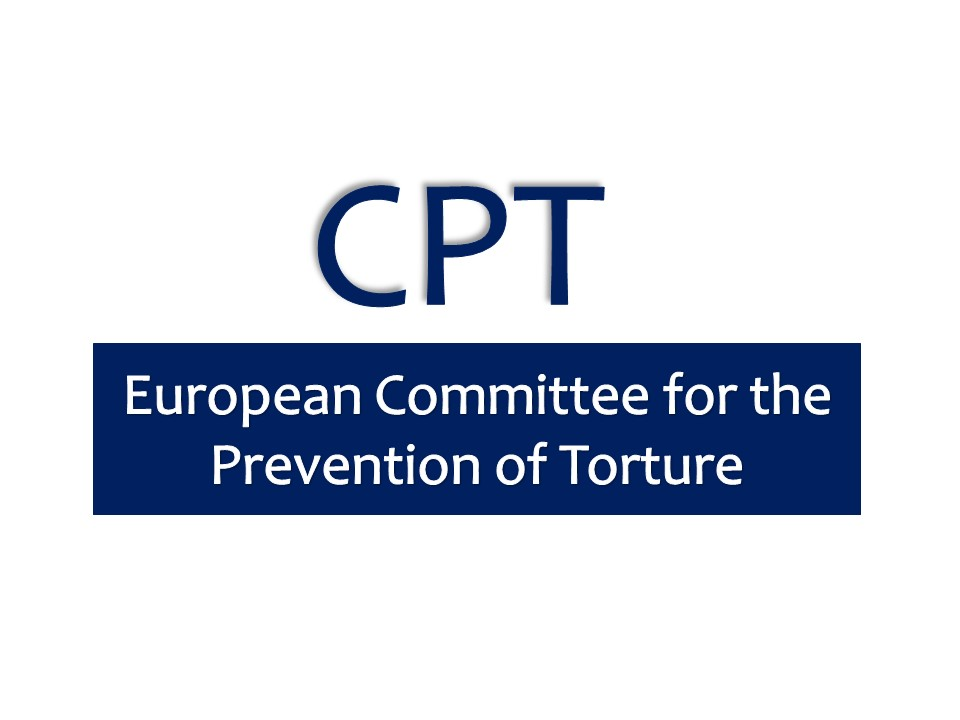
Evropský výbor pro prevenci mučení a nelidského či ponižujícího zacházení nebo trestání

Evropský výbor pro zabránění mučení a nelidskému či ponižujícímu zacházení nebo trestání (CPT), jakožto výbor Rady Evropy se zabývá nejen mučením, ale celou škálou situací, které by mohly vést k nelidskému nebo ponižujícímu zacházení či trestu. Jako taková navštěvuje zařízení, kde jsou umístěné osoby zbavené svobody a kontroluje, jak se s nimi zachází. Mezi tato místa patří věznice, nápravná zařízení pro mladistvé, policejní stanice, záchytná střediska pro přistěhovalce, psychiatrické léčebny, ústavy sociální péče atd. Jeho činnost a pravomoci upravuje Úmluva proti mučení a jinému krutému, nelidskému či ponižujícímu zacházení.

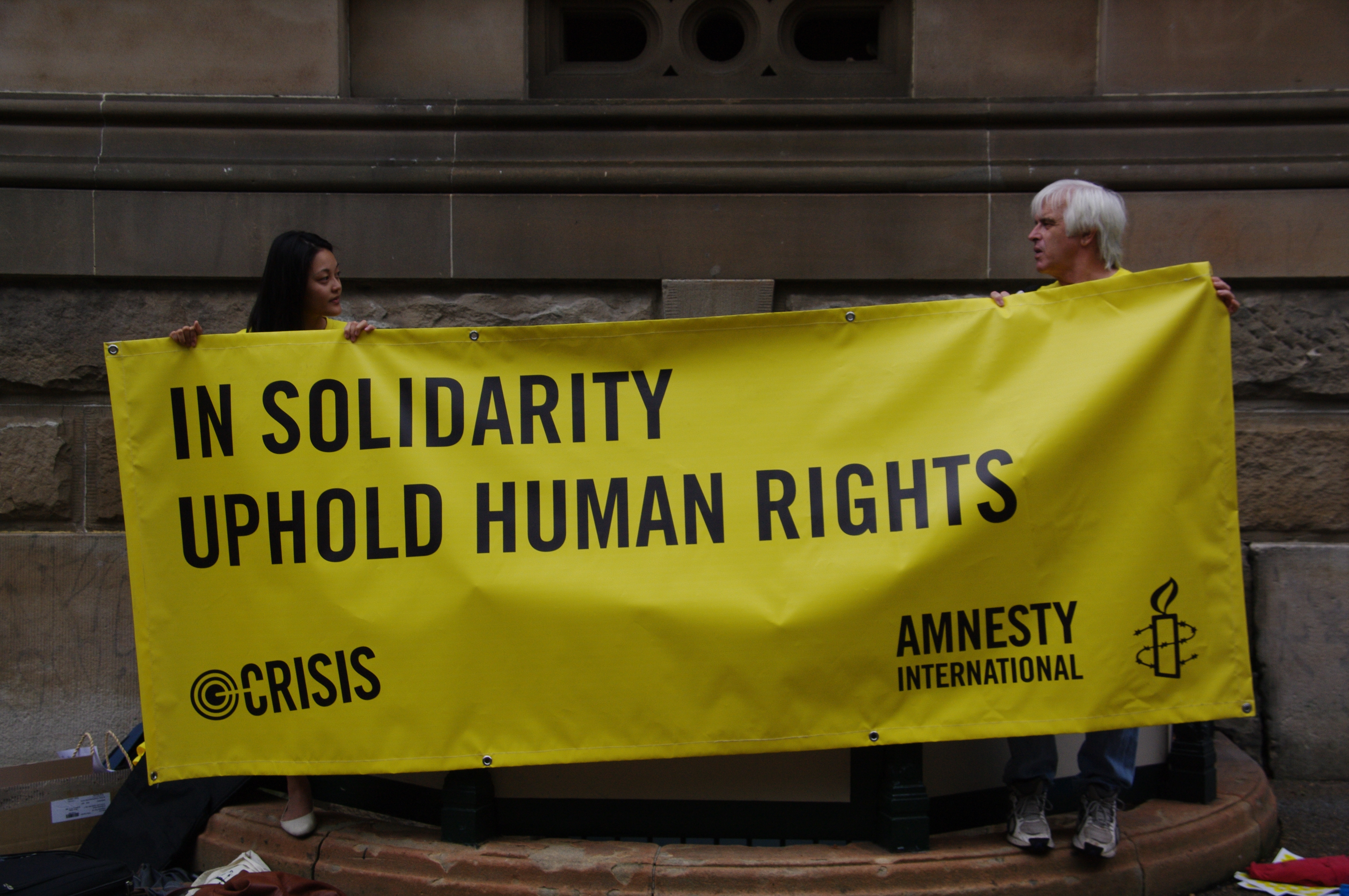
Amnesty International, Sydney 2011

Amnesty International je mezinárodní nestátní nezisková organizace vzniklá roku 1961 bojující proti bezpráví a nesvobodě a usilující o celosvětové dodržování lidských práv. Mezi její pole zájmu spadá boj proti mučení, trestu smrti a násilí na ženách, zodpovědný obchod se zbraněmi a práva LGBTI+ osob. Dokumentuje problematiku mučení, odhaluje pachatele a pomáhá obětem dosáhnout spravedlnosti. Informuje společnost a jednotlivce o jejich právech a snaží se o změnu v rámci státních legislativy a praxe ve státech, kde je provozována praktika vládního mučení ve vězeních, výsleších nebo policejních vazbách.

## Listina základních práv a svobod
Mučení představuje zásah do integrity těla člověka, a jako takový je formulován v článku 7 Listiny základních práv a svobod:
(2) Nikdo nesmí být mučen ani podroben krutému, nelidskému nebo ponižujícímu zacházení nebo trestu. 
Celá škála metod mučení (včetně sexuálního) nelze s jistotou přednést, z důvodu neustálé invence nových způsobů rukama pachatelů. Je to však vždy krutý čin s cílem zničit jedince, fyzicky i psychicky, a vymýtit jeho víru v lidskost a společnost. Jako k takovému trestnému činu se k němu vztahují i další články Listiny základních práv a svobod:
(1) Každý má právo na život. Lidský život je hoden ochrany již před narozením. - Článek 6
(1) Nedotknutelnost osoby a jejího soukromí je zaručena. Omezena může být jen v případech stanovených zákonem. - Článek 7
(1) Osobní svoboda je zaručena. - Článek 8
(1) Každý má právo, aby byla zachována jeho lidská důstojnost, osobní čest, dobrá pověst a chráněno jeho jméno. - Článek 10

(2) Každý má právo na ochranu před neoprávněným zasahováním do soukromého a rodinného života. - Článek 10 

## Úmluva o ochraně lidských práv a základních svobod
Zkráceně nazývaná Evropská úmluva o lidských právech se v hlavě I, článku 3 krátce a jednoznačně staví proti mučení všech lidských osob v jakékoliv situaci: 
Nikdo nesmí být mučen nebo podrobován nelidskému či ponižujícímu zacházení anebo trestu. 

## Mučení v české legislativě
Mučení je mezinárodně zakázáno a za žádných okolností nemůže být ospravedlněno. Zákazem mučení se musí řídit každá země, a to i přesto, že nepřistoupila na smlouvy zakazující jej. V §149 Trestního zákoníku České republiky je stanovena trestnost tohoto zločinu:
(1) Kdo mučením nebo jiným nelidským a krutým zacházením v souvislosti s výkonem pravomoci orgánu státní správy, územní samosprávy, soudu nebo jiného orgánu veřejné moci působí jinému tělesné nebo duševní utrpení, bude potrestán odnětím svobody na šest měsíců až pět let.
V závislosti na dalších okolnostech je potrestána odnětím svobody na 2-8 let, 5-12 let a 8-18 let. Příprava i nezabránění jsou trestné.
Trestní zákoník hovoří o mučení dále v §401, jakožto o útoku proti lidskosti v rámci rozsáhlého a systematického útoku a zločinu proti civilnímu obyvatelstvu. Potrestáno je dvanácti až dvaceti lety nebo výjimečným trestem.